# 曽我英俊
曽我 英俊（そが ひでとし、1959年3月15日 - ）は、日本の実業家。フジ日本精糖代表取締役社長。元双日食料代表取締役会長。元双日豪州会社代表取締役社長兼双日ニュージーランド代表取締役社長。

## 人物・経歴
広島県出身。1981年、横浜国立大経済学部卒業後、日商岩井（現双日）入社。2013年双日豪州会社代表取締役社長兼双日ニュージーランド代表取締役社長、2018年双日食料代表取締役社長、2021年フジ日本精糖取締役、2022年双日食料会長を経て、2023年よりフジ日本精糖代表取締役社長に就任した。
略歴    
1981年4月  日商岩井株式会社（現双日）入社
2010年6月 株式会社JALUX執行役員 
2011年4月  双日株式会社生活産業部門 食料資源本部 食料事業部 部長 
2013年4月  双日豪州会社 代表取締役社長 兼  双日ニュージーランド会社 代表取締役社長 
2018年4月 双日食料株式会社 代表取締役社長 
2021年6月 フジ日本精糖株式会社 取締役
2022年4月 双日食料株式会社会長
2023年6月 フジ日本精糖代表取締役社長